# Druga Liga 1966-1967
La Druga savezna liga SFRJ 1966-1967, conosciuta semplicemente come Druga liga 1966-1967, fu la 21ª edizione della seconda divisione del campionato jugoslavo di calcio. 
Per la nona edizione consecutiva, il format era basato su due gironi Ovest ed Est (Zapad e Istok). Nel girone occidentale erano inserite le squadre provenienti da Slovenia, Croazia e Bosnia Erzegovina, mentre in quello orientale quelle da Serbia, Montenegro e Macedonia.

## Provenienza
| Slovenia             | Croazia | Bosnia Erzegovina                                                                                             | Serbia                                                                                 | Serbia | Serbia                 | Montenegro           | Macedonia             |
| Slovenia             | Croazia | Bosnia Erzegovina                                                                                             | Voivodina                                                                              | Serbia Centrale                                                                                             | Kosovo                 | Montenegro           | Macedonia             |
| -------------------- | --- | --- | -------------------------------------------------------------------------------------- | --- | ---------------------- | -------------------- | --------------------- |
| - Aluminij - Maribor | - Borovo - BSK Slavonski Brod - Istria - Lokomotiva Zagabria - Slavonija Osijek - Sebenico - Segesta - Trešnjevka - Varteks Varaždin | - Borac Banja Luka - Bosna Visoko - Bratstvo Travnik - Famos Hrasnica - Leotar - Rudar Kakanj - Sloboda Tuzla | - Bačka B. Palanka - Crvenka - Proleter Zrenjanin - Radnički Sombor - Spartak Subotica | - Bor - Borac Čačak - Radnički Belgrado - Radnički Kragujevac - Sloboda Užice - Voždovački - Železničar Niš | - Priština - FK Trepča | - Budućnost - Lovćen | - Pobeda - Rabotnički |

## Girone Ovest

### Profili
| Squadra             | Città          | Stadio                | Stagione 1965-66 | Stagione 1965-66    |
| Squadra             | Città          | Stadio                | Pos.             | Divisione           |
| ------------------- | -------------- | --------------------- | ---------------- | ------------------- |
| Trešnjevka          | Zagabria       | Igralište Graba       | 16º              | Prva liga           |
| Sloboda Tuzla       | Tuzla          | Stadion Tušanj        | 2º               | Druga liga Ovest    |
| Borovo              | Borovo         | Gradski stadion       | 3º               | Druga liga Ovest    |
| Maribor             | Maribor        | Stadion Ljudski vrt   | 4º               | Druga liga Ovest    |
| Lokomotiva Zagabria | Zagabria       | Stadio Maksimir       | 5º               | Druga liga Ovest    |
| Šibenik             | Sebenico       | Stadion Šubićevac     | 6º               | Druga liga Ovest    |
| Istra               | Pola           | Stadion Veruda        | 7º               | Druga liga Ovest    |
| Slavonija Osijek    | Osijek         | Igralište kraj Drave  | 8º               | Druga liga Ovest    |
| Leotar              | Trebigne       | Stadion Police        | 9º               | Druga liga Ovest    |
| Famos Hrasnica      | Hrasnica       | Stadion Famos         | 10º              | Druga liga Ovest    |
| Bosna Visoko        | Visoko         | Stadion Luke          | 11º              | Druga liga Ovest    |
| Borac Banja Luka    | Banja Luka     | Gradski stadion       | 12º              | Druga liga Ovest    |
| Segesta             | Sisak          | Gradski stadion       | 13º              | Druga liga Ovest    |
| Varteks Varaždin    | Varaždin       | Stadion Varteks       | 14º              | Druga liga Ovest    |
| Rudar Kakanj        | Kakanj         | Stadion Rudara        | 15º              | Druga liga Ovest    |
| Aluminij            | Kidričevo      | Športni park Aluminij | 1º               | Slovenska liga      |
| BSK Slavonski Brod  | Slavonski Brod | Stadion uz Savu       | 1º               | Slavonska zona      |
| Bratstvo Travnik    | Travnik        | Stadion Pirota        | 1º               | Međuzonska liga BiH |

### Classifica
|  | Pos. | Squadra             | Pt | G  | V  | N  | P  | GF | GS | DR  |
|  | ---- | ------------------- | -- | -- | -- | -- | -- | -- | -- | --- |
|  | 1.   | Maribor             | 56 | 34 | 23 | 10 | 1  | 67 | 17 | +50 |
|  | 2.   | Slavonija Osijek    | 44 | 34 | 18 | 8  | 8  | 60 | 35 | +25 |
|  | 3.   | Sloboda Tuzla       | 44 | 34 | 19 | 6  | 9  | 53 | 28 | +25 |
|  | 4.   | Lokomotiva Zagabria | 40 | 34 | 16 | 8  | 10 | 56 | 47 | +9  |
|  | 5.   | Sebenico            | 36 | 34 | 13 | 10 | 11 | 43 | 42 | +1  |
|  | 6.   | Bratstvo Travnik    | 35 | 34 | 13 | 9  | 12 | 45 | 53 | −8  |
|  | 7.   | Leotar              | 34 | 34 | 12 | 10 | 12 | 43 | 44 | −1  |
|  | 8.   | Borovo              | 33 | 34 | 9  | 5  | 10 | 52 | 38 | +14 |
|  | 9.   | Trešnjevka          | 33 | 34 | 12 | 9  | 13 | 45 | 39 | +6  |
|  | 10.  | Rudar Kakanj        | 33 | 34 | 11 | 11 | 12 | 34 | 40 | −6  |
|  | 11.  | Aluminij            | 32 | 34 | 12 | 8  | 14 | 39 | 44 | −5  |
|  | 12.  | Famos Hrasnica      | 31 | 34 | 11 | 9  | 14 | 48 | 57 | −9  |
|  | 13.  | BSK Slavonski Brod  | 31 | 34 | 12 | 7  | 15 | 45 | 57 | −12 |
|  | 14.  | Varteks Varaždin    | 30 | 34 | 9  | 12 | 13 | 35 | 34 | +1  |
|  | 15.  | Borac Banja Luka    | 30 | 34 | 12 | 6  | 16 | 44 | 59 | −15 |
|  | 16.  | Segesta             | 30 | 34 | 12 | 6  | 16 | 54 | 74 | −20 |
|  | 17.  | Bosna Visoko        | 22 | 34 | 5  | 12 | 17 | 34 | 52 | −18 |
|  | 18.  | Istria              | 18 | 34 | 5  | 8  | 21 | 37 | 74 | −37 |

Legenda:

      Promossa in Prva Liga 1967-1968.

  Partecipa agli spareggi promozione/retrocessione.

      Retrocessa in terza divisione jugoslava 1967-1968.

      Esclusa dal campionato.
Note:

Due punti a vittoria, uno a pareggio, zero a sconfitta.
In caso di arrivo di due o più squadre a pari punti, la graduatoria viene stilata secondo la differenza reti tra le squadre interessate.

### Classifica marcatori
| Reti | Marcatore   | Squadra    |
| ---- | ----------- | ---------- |
| 29   | Crnić Antun | Lokomotiva |
| 23   | Katić       | Osijek     |
| 18   | Jusić       | Sloboda    |
| 17   | Pavetić     | Segesta    |
| 15   | Milošević   | Leotar     |
| 15   | Svilković   | Trešnjevka |
| 15   | Maras       | Istra      |

## Girone Est

### Profili
| Squadra             | Città              | Stadio                    | Stagione 1965-66 | Stagione 1965-66 |
| Squadra             | Città              | Stadio                    | Pos.             | Divisione        |
| ------------------- | ------------------ | ------------------------- | ---------------- | ---------------- |
| Radnički Beograd    | Belgrado           | Igralište Viline vode     | 15º              | Prva liga        |
| Proleter Zrenjanin  | Zrenjanin          | Karađorđev Park           | 2º               | Druga liga Est   |
| Pobeda              | Prilep             | Stadion Goce Delčev       | 3º               | Druga liga Est   |
| Bor                 | Bor                | Stadion na Piritu         | 4º               | Druga liga Est   |
| Radnički Sombor     | Sombor             | Gradski stadion           | 5º               | Druga liga Est   |
| Voždovački          | Voždovac, Belgrado | Stadion Voždovac          | 6º               | Druga liga Est   |
| FK Trepča           | Kosovska Mitrovica | Stadion Trepča            | 7º               | Druga liga Est   |
| Spartak Subotica    | Subotica           | Gradski stadion           | 8º               | Druga liga Est   |
| Budućnost           | Titograd           | Stadion Pod Goricom       | 9º               | Druga liga Est   |
| Priština            | Priština           | Gradski stadion           | 10º              | Druga liga Est   |
| Železničar Niš      | Niš                | Stadion kraj Carske pruge | 11º              | Druga liga Est   |
| Sloboda Užice       | Titovo Užice       | Stadion Begluk            | 12º              | Druga liga Est   |
| Bačka B. Palanka    | Bačka Palanka      | Gradski stadion           | 13º              | Druga liga Est   |
| Lovćen              | Cettigne           | Stadion Obilića Poljana   | 14º              | Druga liga Est   |
| Borac Čačak         | Čačak              | Stadion kraj Morave       | 15º              | Druga liga Est   |
| Crvenka             | Crvenka            | Stadion Crvenka           | 1º               | Srpska liga Nord |
| Radnički Kragujevac | Kragujevac         | Stadion Čika Dača         | 1º               | Srpska liga Sud  |
| Rabotnički          | Skopje             | Gradski stadion           | 1º               | Makedonska liga  |

### Classifica
|  | Pos. | Squadra             | Pt | G  | V  | N  | P  | GF | GS | DR  |
|  | ---- | ------------------- | -- | -- | -- | -- | -- | -- | -- | --- |
|  | 1.   | Proleter Zrenjanin  | 48 | 34 | 21 | 6  | 7  | 79 | 40 | +39 |
|  | 2.   | Priština            | 39 | 34 | 17 | 5  | 12 | 56 | 43 | +13 |
|  | 3.   | Radnički Sombor     | 37 | 34 | 15 | 7  | 12 | 49 | 53 | −4  |
|  | 4.   | FK Trepča           | 36 | 34 | 15 | 6  | 13 | 67 | 62 | +5  |
|  | 5.   | Spartak Subotica    | 36 | 34 | 14 | 8  | 12 | 39 | 39 | 0   |
|  | 6.   | Voždovački          | 35 | 34 | 12 | 11 | 11 | 54 | 54 | 0   |
|  | 7.   | Sloboda Užice       | 35 | 34 | 11 | 13 | 10 | 41 | 48 | −7  |
|  | 8.   | Bor                 | 35 | 34 | 13 | 9  | 12 | 32 | 42 | −10 |
|  | 9.   | Pobeda              | 35 | 34 | 14 | 7  | 13 | 46 | 60 | −14 |
|  | 10.  | Budućnost           | 34 | 34 | 13 | 8  | 13 | 43 | 30 | +13 |
|  | 11.  | Radnički Kragujevac | 34 | 34 | 14 | 6  | 14 | 65 | 57 | +8  |
|  | 12.  | Borac Čačak         | 33 | 34 | 11 | 11 | 12 | 42 | 41 | +1  |
|  | 13.  | Lovćen              | 33 | 34 | 11 | 11 | 12 | 29 | 38 | −9  |
|  | 14.  | Crvenka             | 32 | 34 | 11 | 10 | 13 | 57 | 57 | 0   |
|  | 15.  | Bačka B. Palanka    | 31 | 34 | 12 | 7  | 15 | 53 | 49 | +4  |
|  | 16.  | Rabotnički          | 31 | 34 | 13 | 5  | 16 | 66 | 69 | −3  |
|  | 17.  | Železničar Niš      | 28 | 34 | 10 | 8  | 16 | 52 | 58 | −6  |
|  | 18.  | Radnički Belgrado   | 20 | 34 | 7  | 6  | 21 | 37 | 67 | −30 |

Legenda:

      Promossa in Prva Liga 1967-1968.

  Partecipa agli spareggi promozione/retrocessione.

      Retrocessa in terza divisione jugoslava 1967-1968.

      Esclusa dal campionato.
Note:

Due punti a vittoria, uno a pareggio, zero a sconfitta.
In caso di arrivo di due o più squadre a pari punti, la graduatoria viene stilata secondo la differenza reti tra le squadre interessate.

### Classifica marcatori
| Reti | Marcatore   | Squadra         |
| ---- | ----------- | --------------- |
| 24   | Nakov Pande | Rabotnički      |
| 21   | Prosenica   | Radnički Sombor |
| 20   | Lambi       | Proleter        |
| 19   | Micić       | Proleter        |
| 18   | N.Jovanović | Voždovački      |